# Nurali Khan
Nurali Khan fou kan de l'Horda Petita Kazakh. Era fill d'Abu l-Khayr Khan al que va succeir a la seva mort el 1748.
L'estiu del 1741 mentre Nadir Shah estava ocupat al Caucas, grups d'uzbeks, aralians i karakalpaks es van revoltar al Kanat de Khivà i van demanar ajut a Nurali, com a fill d'Abu l-Khayr Khan dels Kazakhs que havia estat kan a Khivà el 1740. Nurali va anar al kanat amb soldats kazakhs i es va apoderar de Khivà matant al kan Tagir Khan. Ertuk Inak i els rebels van proclamar a Nurali com a kan. L'hivern del 1741 al 1742 fou extraordinàriament fred i Nadir no va prendre cap acció, fins i tot potser no es va assabentar de l'enderrocament fins a la primavera del 1742. Llavors hi va enviar un exèrcit; quan Nurali va saber que els perses marxaven cap a Khivà, va abandonar la ciutat i es va retirar a les estepes.
A la mort d'Abu l-Khayr, el comandant rus Nepluief va consultar amb Tevkelef, expert en els afers kazakhs, i va enviar un oficial per garantir el tron al fill gran Nurali i aconseguir l'enviament per aquest d'una ambaixada a Sant Petersburg per rebre la confirmació de l'emperadriu. L'oficial va fer elegir kan a Nurali i aquest va enviar una delegació a Orenburg informant de la seva elecció però manifestava haver estat elegit per l'Horda Petita i la Mitjana, si bé la realitat és que d'aquesta darrera només Baatur Janibeg (atabeg del seu germà) havia participat en l'assemblea. Finalment se'l va nomenar "kan dels kirguisos kazakhs" sense especificar l'Horda rebent la patent el 26 de febrer de 1749 a Orenburg. La seva mare Papai, que havia fet bons contactes a Rússia, va influir en el nomenament. Nurali va demanar tropes russes per lluitar contra els seus veïns però li foren negades. Llavors va demanar mil homes per construir la seva tomba. Al retorn als seus territoris es va trobar amb enviats del kung taidshi dels jungars que anava a buscar a la germana de Nurali, la qual el seu pare li havia ofert en matrimoni a canvi de la cessió de Turkestan on els seus ancestres estaven enterrats, a canvi de Kalym; això va crear una situació delicada, ja que els russos es podien sentir ofesos. L'oportuna mort de la princesa el 1750 (potser no per causes naturals) va salvar la situació. Mentre Nurali havia enviat (1749) al seu germà Aichuvak com a ostatge dels russos, escortat per un altre germà de nom Adil. El 1750 Aichuvak va ser bescanviat per un fill de Nurali, de nom Pirali, que tenia només 5 anys.
Del 1715 al 1718 Abu l-Khayr havia disputat l'hegemonia amb Kaip Khan. Aquest va deixar un fill de nom Batyr o Batir que fou proclamat kan per una part dels notables de la Petita Horda dominant el sud del territori (mentre Nurali Khan governava al nord) i el seu fill o germà Kaip o Ghaip Khan havia estat proclamat kan a Khiva. Batyr va enviar delegats a Orenburg i va demanar ser autoritzat a escortar les caravanes de Khivà i Bukharà, proposta reforçada pel suport del kan de Khivà. Rússia va refusar amb l'excusa que això crearia un conflicte amb Nurali Khan, amb el que se li ordenava viure en termes amistosos.
Nurali però difícilment podia controlar a la seva gent i es van produir diversos incidents. Això va decidir al russos a utilitzar contra els kazakhs la tècnica utilitzada pels kans de Bukharà, Khivà i altres, consistent en exercir represàlies conegudes com a "barantas"; quan es produïa un robatori o un saqueig a la frontera s'ordenava immediatament al kan de donar reparació i si no ho feia es capturava a un familiar o un membre de la tribu dels atacants que no era alliberat fins a la devolució del botí. També es va decidir fer alguns regals valuosos a Nurali a canvi de retornar als presoners russos i calmucs que estaven a les seves mans.
A la primavera del 1750 el germà del kan, Aichuvak, amb els seus amics i un contingent de kazakhs va fer una ràtzia contra una tribu anomenada els aralians que depenien del kan de Khivà, fent nombrosos presoners, i agafant cavalls i altres objectes. El Khan Ghaip (Kaip) va capturar a alguns súbdits de Nurali que feien el comerç a Khivà, i el botí i els presoners aralians van haver de ser retornats. Un intent similar va ser fet per un altre germà, Erali, al territori dels karakalpaks, però aquí fou derrotat i molts dels kazakhs van morir a la lluita i el mateix Erali va ser fet presoner i va estar uns mesos com a ostatge.
El 1752 Nurali va bescanviar al seu fill Pirali per un fill més jove de només tres anys. Les caravanes de Khivà evitaven el seu territori i passaven pel de Batyr Khan, i així Nurali perdia el tribut o drets que es pagaven per passar. El 1753 va ordenar saquejar una caravana que anava entre Rússia i Khivà; el mateix any alguns kazakhs del clan d'Alimul i de la tribu Kara 
Kitin van robar a Saghiz a uns mercades khivans i turcmans que eren escortats per kazakhs de la tribu de Chiklin. Quan els russos van demanar explicacions, Nurali es va inculpar i va excusar-se en l'hostilitat de Batyr Khan i el seu fill Kaip Khan (Ghaip Khan) contra ell, i va suggerir que aquest darrer planejava un atac a Rússia, oferint-se a sotmetre'l en pocs dies si els russos li donaven deu mil homes i artilleria; finalment va acceptar retornar el botí als khivans, però no es va considerar suficient i es va crear un conflicte entre Rússia i Khivà. Llavors Nurali i el seu germà Erali van ser encoratjats a atacar Khivà però sense ajut. Van reunir una assemblea i van declarar la guerra però un cap religiós requerit a beneir l'expedició, va establir una prohibició per aquesta lluita i va quedar aturada.
El 1755 es van rebel·lar els baixkirs i van matar als residents russos al seu territori. La revolta estava dirigida per un mul·là de nom o malnom Batyr Sha, que va cridar als tàtars de Kazan i als kazakhs a ajudar els rebels que eren de la mateixa religió. Els kazakhs van respondre saquejant alguns establiments russos; la situació a la línia d'Orenburg (una línia de fortificacions russes) era molt dèbil en aquell moment, amb forts dispersos molt mal protegits. Nepluief, el comandant rus, va desplegar gran vigor i va cridar als cosacs del Don, als calmucs, als meshkeriaks i als tepdars en ajut. Als kazakhs els va fer llegir una proclama de l'akhun d'Orenburg (la màxima autoritat del clergat musulmà) en la que aprovava la revolta dels baixkirs però observava que una vegada derrotats els russos els baixkirs anirien contra els kazakhs. A més per evitar una aliança de baixkirs i kazakhs, Nepluief, amb aprovació dels seus superiors, va oferir al kan i als sultans (prínceps) kazakhs totes les dones i criatures baixkirs que visquessin al seu territori a canvi d'expulsar els homes baixkirs. En aquest temps un gran nombre de refugiats baixkirs van creuar el Jaik (riu Ural) i els kazakhs, per als quals tots els baixkirs eren rebels, van decidir apoderar-se d'aquesta gent; els baixkirs no van poder oferir cap resistència; molts foren morts i altres retornats als russos, però una part va poder retornar a casa per preparar la revenja; amb la complicitat tàcita dels russos, grans bandes de baixkirs van creuar el Jaik i van atacar els kazakhs. Des de llavors els baixkirs i els kazakhs van estar en guerra i els russos van superar el perill que els afectava a ells. Nurali es va queixar als russos dels atacs baixkirs però se li va contestar que era un just castig per haver atacat als refugiats i desertors baixkirs. La lluita va seguir fins que Nepluief va ordenar aturar-la i llavors va fixar el Jaik com a frontera i va prohibir a les tribus de creuar-la. Els kazakhs van entregar als russos als caps baixkirs refugiats al seu territori i foren recompensats permetent que cada dos o tres anys alguns parents dels notables anessin a la cort imperial de la que no tornaven mai amb les mans buides. Tot i la prohibició de travessar el riu, les ràtzies d'un poble cap al territori de l'altre van continuar i si els caps kazakhs intentaven aturar-ho eren acusats de ser titelles del russos. Aquestos preparaven un pla per imposar la seva autoritat però el projecte fou posposat a causa de la Guerra dels Set Anys amb Prússia.
El 1757 el cap calmuc Donduk Taishi, va intentar una aliança amb el kan de Crimea i el kan de l'Horda Petita dels Kazakhs en contra de Rússia. És probable que l'objectiu de la proposta fos destruir les relacions entre els russos i kazakhs. El 1758 les tropes xineses que havien derrotat als jungars estaven a la frontera russa i Nurali va rebre ordes de rebutjar-los. No va caler, perquè els xinesos es van retirar, però tot i així el kan va rebre valuosos regals.
El 1759 Nepluief fou substituït com a governador. El nou comandant va tractar a Nurali amb poca cortesia i d'altra banda els calmucs (subjectes russos) van atacar a alguns kazakhs el que va comportar la revenja de Nurali. Els seus atacs es van renovar l'any següent (1760) provocant les represàlies russes. Aichuvak i Erali, germans dels kan, irritats per la descortesia del governador, van començar a atacar caravanes. Erali va proposar emigrar al clan Semirodsk cap a Jungària. La situació es va calmar quan les autoritats de Sant Petersburg van assignar als caps kazakhs una pensió anual i es van enviar ordes a Orenburg de tractar als kazakhs amb consideració i de distribuir regals entre ells de manera generosa; s'ordenava també construir estables i tancats pels ramats kazakhs per l'hivern per evitar que aquests haguessin de ser portats a la frontera xinesa deixant despoblat un important territori pel que passaven les rutes comercials de l'Àsia central.
A la pujada al tron de Caterina II de Rússia (28 de juny de 1762), Nurali i Aichuvak de l'Horda Petita i Abylai Khan de l'Horda Mitjana Kazakh van enviar el seu homenatge. Però el mateix 1762 Nurali va enviar una ambaixada a Pequín que fou ben rebuda. Això indicava que Nurali ignorava les queixes russes. Els kazakhs van començar a atacar altre cop als calmucs aprofitant que la mar Càspia s'havia glaçat, mentre demanaven quarters d'hivern a l'oest del riu Ural. El mateix any dues-centes famílies de turcmans que vivien amb els calmucs, es van refugiar amb els kazakhs els quals es van convertir en esclaus i se'ls van repartir.
En aquest temps els diversos estats musulmans de l'Àsia central es va unir per oposar-se als xinesos. Nurali Khan va negociar una aliança amb l'Afganistan. El 1764 va escriure a l'emperadriu Caterina II per informar del resultat de la seva missió a Pekín i comunicava que havia estat convidat per tots els musulmans d'Àsia per participar en la guerra contra els xinesos. Els kazakhs continuaven les ràtzies contra els calmucs i la frontera rissa i foren castigats severament. S'esmenten atacs kazakhs el 1765, 1766 i 1767 amb les corresponents represalies.
El 1769 el fill de Nurali, que estava com a ostatge a Orenburg, va morir. Nurali va sospitar que no havia estat ben tractat (era el segon ostatge a morir) i va refusar enviar a un altre ostatge al seu lloc. Nurali pretenia assegurar la successió pel seu fill Ishim, i en canvi els russos van començar a omplir d'atencions als germans del kan.
Els russos van autoritzar als kazakhs a lluitar contra els torguts calmucs; no calia l'autorització perquè ja els kazakhs ja els estaven atacant. Nurali Khan, el seu germà Aichuvak i l'antic kan de Khivà, Kaip Khan (Ghaip Khan) que havia perdut el tron feia temps i ara vivia amb l'Horda Petita, van lluitar contra els torguts fins a la frontera xinesa i van perdre un gran nombre de presoners; Aichuvak va derrotar a una secció a Saghiz; Nurali els va derrotar més a l'est, i en general els kazakhs foren victoriosos en topades a les muntanyes Mugajar i al riu Ishim. La famosa fugida va tenir lloc el 1771.
El 1773 i 1774 el territori entre el Jaik i el Volga estava agitada per la revolta del famós impostor Pugachev que tenia el suport dels cosacs de l'Ural i dels baixkirs, ambdós enemics dels kazakhs, que per tant li eren hostils, però van aprofitar la confusió per fer alguns atacs a establiments russos. El I774 van ser castigats i van haver d'entregar presoners i botí. En aquest temps els turcmans que vivien entre Khiva i Seraichuk, van elegir a Pirali, fill de Nurali, com el seu cap, i encarregat de cobrar els drets a les caravanes que comerciaven amb Khivà.
El 1776 els kazakhs tornaven a atacar les posicions russes de la frontera i el mateix Nurali Khan demanava ajut per controlar al seu poble. El 1777 o 1778 va repetir la petició i el 1779 els russos van ordenar represalies que van ser freqüents entre 1781 i 1791. El 1784 un cos de 3.462 soldats russos que perseguia a uns saquejadors a l'altre costat del riu Ural o Jaik, i no els va poder trobar, va capturar a 43 kazakhs que no havien participat en la ràtzia; això va provocar la revenja dels parents d'aquests i altres kazakhs sota la direcció de Sirim Batir, que va atacar la frontera. El 1785 dues divisions de tropes russes foren enviades al Yemba i van capturar a 330 dones i criatures que foren bescanviats per presoners russos. El mateix any es va fundar a Orenburg un tribunal mixt format pel comandant d'Orenburg, dos funcionaris del govern rus, dos mercaders russos, dos camperols russos, un príncep kazakh, sis ancians kazakhs i un delegat baixkir i un meskeriak; el tribunal havia d'arranjar les disputes entre les tribus de la frontera de l'Imperi; el mateix any es van obrir a Orenburg i a Troitsk mesquites i escoles per als joves kazakhs i es va ordenar construir caravanserralls; era una política russa a llarg termini que no excloïa algunes incursions dels nòmades ni les represalies puntuals però considerava que la major part dels atacs kazakhs estaven justificats per atacs previs russos o baixkirs.
El 1784 Sirim Batir amb tres mil seguidors va causar problemes a la guarnició de la línia d'Orenburg i va fer un atac amb èxit al fort de Tanalitskoi, intentant organitzar una revolta contra Nurali Khan; les excuses d'aquest per la seva debilitat i la manca d'autoritat foren acceptades pels russos. El 1785 el nou governador rus, baró Igelstrom, va determinar un nou sistema per acabar amb aquestos veïns turbulents i va proposar dividir l'Horda Petita en tres seccions segons els tres clans principals: els Semirodsk, els Baiulin i els Alimul, nomenant un kan per cadascuna que en realitat serien simplement administradors russos; el títol de kan de tota l'Horda seria abolit. Va convocar una assemblea de prínceps, notables i kazakhs en general i els va comminar a abandonar els seus hàbits de saqueig. El governador pretenia destruir l'autoritat del kan però cap príncep va assistir a l'assemblea que va estar presidida per l'ambiciós Sirim Batir, que no tenia dret a ser kan, ja que aquest càrrec estava restringit a la família d'Abu l-Khayr Khan. Sirim va declarar que no calia i que el mèrit dels actes estava per davant del naixement. Va convèncer a l'assemblea que la millor política era la submissió a Rússia i va demanar a aquest estat que la família d'Abu l_Khayr fos privada a perpetuïtat del seu dret al kanat. Els russos van consentir parcialment (1786). El resultat fou satisfactori doncs immediatament es va posar a la venda gran quantitat de bestiar a les fires de la frontera (1786 i 1787) i es van fer molt pocs presoners russos mentre molts dels que hi havia foren alliberats. L'hivern del 1786 al 1787 quaranta-cinc famílies de kazakhs van passar a l'oest del riu Jaik sense fer depredacions. Sirim va passar a ser conseller del baró Igelstrom, tot i que Nurali advertia que era un traïdor i odiava a Rússia al fons del seu cor. Nurali 
conciliador, oferia donar als seus fills com a ostatges i alliberar alguns presoners, però no se'l va escoltar i fou enviat a viure desterrat a Ufa mentre el seu germà Aichuvak era enviat a Uralsk.
Erali, el fill gran de Nurali, havia viscut al Sirdarià uns anys i el 1781 havia estat escollit per governar als karakalpaks de la zona. El 1786 va marxar contra Sirim Batir amb una petita força; al mateix temps els clans de l'Horda més lleials a la dinastia d'Abu l-Khayr, van aclamar kan a Kaip Khan (Ghaip Khan) que havia governat a Khivà; un altre grup va demanar la restauració de Nurali o un altre al seu lloc. El baró Igelstrom s'inclinava per Ghaip Khan però l'emperadriu no ho va aprovar i va insistir que la condició de Khan havia de quedar abolida.
L'Horda Mitjana també pressionava pel restabliment de Nurali i aquesta posició fou sotmesa el 1787 a una assemblea general que ho va aprovar; però els russos es van negar a acceptar-ho i Sirim Batir, un temps apartat, va fer esforços per russificar als kazakhs. Es van crear uns tribunals especial anomenats raspravas, que controlaven els afers de la nació. Un tribunal fou establert entre les tribus encapçalades pels Alimul i pels Baiulin i un altre entre les encapçalades pels Semirodsk. Tenien sessió diària i estaven formades per un president i dos membres, amb un mul·là o secretari; es podia apel·lar a la cort d'Orenburg.
Cada secció de l'Horda estava governada per un cap i dos subordinats. Sirim Batir va dirigir els Baiulin; els caps rebien una paga del govern i juraven fidelitat a l'emperadriu. La tranquil·litat va durar un cert temps, perquè els partidaris de Nurali, de Ghaip i de Sirim Batir intrigaven uns contra els altres; els més poderosos eren els de Sirim que tenien el suport rus. En aquest temps Turquia i Rússia estaven en guerra) i els turcs van buscar com aliat al kan de Bukharà el qual va incitar als kazakhs a la revolta i va oferir ajut a Erali per alliberar a Nurali Khan; al mateix temps va intrigar amb Sirim. Va emetre una proclamació dirigida als guerrers, caps i notables, Saritai bey, Sirim Batir, Shukurali bey, Sadirbek, Borrak Batir, Dajdane Batir, i altres, dient que havia sabut que el sobirà de Turquia, el vicari de Déu a la Terra, estava en guerra contra els infidels russos que s'havien aliat amb set estats cristians contra els turcs i cridava als kazakhs i altres creients verdaders a castigar-los. En vista de la ignorància general sobre la fe i la religió, i com que no hi havia cap erudit kazakh a les escoles que eren freqüentades per uzbeks, tadjiks, àrabs i turcmans, els va convidar a enviar dos o tres representants de cada tribu per ser instruïts assegurant que els pagaria les despeses i tornarien versats en lleis i religió (1788). La tamgha del atalik de Bukharà Shah Murad segellava la carta de convit. Sirim va contestar dient que el seu poble estava llest i només esperava que els bukarians i altres pobles asiàtic envaïssin Rússia; aquesta traïció va arribar a orelles dels russos. Mentre els kazakhs continuaven fent atacs. Els notables nomenats pels russos van perdre el control del poble i només anaven a Orenburg a cobrar el sou. Una secció dels kazakhs va reclamar la restauració del kan. Finalment els russos ho van acceptar. Sirim s'hi va oposar i es va declarar contra Rússia i va començar a fer ràtzies a través del Jaik buscant ajut de Bukharà.
Nurali va morir el 1790 a Ufa sense arribar a ser restaurat. Va aconsellar als seus fills abans de morir de restar lleials a Rússia. El seu fill Ishim o Yeshim es va proclamar kan però no fou reconegut i hauria mort el mateix any passant la successió al seu germà Erali Khan, que fou proclamat poc després (gener del 1791).